# Leptochloa panicoides
Leptochloa panicoides är en gräsart som först beskrevs av Jan Svatopluk Presl, och fick sitt nu gällande namn av Albert Spear Hitchcock. Leptochloa panicoides ingår i släktet spretgräs, och familjen gräs. Inga underarter finns listade i Catalogue of Life.